# Sergei Ostapenko
Pour les articles homonymes, voir Ostapenko.
Sergei Sergeyevich Ostapenko (russe : Сергей Остапенко), né le 23 février 1986 à Almaty, est un joueur kazakh de football, évoluant au poste d'attaquant. En 2009, il joue pour le FK Aktobe et fait partie de l'équipe nationale.

## Début de carrière
En 2003, Sergei avait obtenu son diplôme en provenance du FC Almaty (FC Tsesna à cette époque) et avait fait partie de l'équipe première avant son transfert au FC Tobol en 2007. Il s'agissait manifestement d'une montée en puissance de sa carrière. Il a aidé l'équipe à remporter la Coupe Intertoto cette saison, pour terminer deuxième de la Super League et gagner la Coupe du Kazakhstan de football. 

## Royal Antwerp
Le 31 janvier 2008, avec Maksim Zhalmagambetov, Ostapenko a signé un contrat de deux ans avec le Royal Antwerp FC. L'entraîneur de l'équipe belge a noté que la jeunesse du duo, une expérience internationale et les caractéristiques physiques ont été les motivations principales pour la signature de la paire. Toutefois, l'aventure européenne pour Ostapenko n'était pas particulièrement réussie et il n'a pas participé à un seul match pour les rouges, ne jouant que dans l'équipe réserve. Ostapenko et Maksim Zhalmagambetov rentrèrent vite au Kazakhstan, au milieu du Championnat du Kazakhstan de football D1 2008.

## Carrière internationale
À l'âge de 21 ans, Sergei fête sa première cape le 6 juin 2007 dans les qualifications pour l'Euro 2008 contre l'Azerbaïdjan. Il a marqué son premier but pour l'équipe nationale contre l'Arménie, le seul but du match. Depuis lors, toutefois, il a marqué 3 buts en plus, tous en qualifications pour la Coupe du monde, dont 2 à domicile face à Andorre.

## Buts internationaux
| Date             | Lieu                           | Adversaire | Résultat | Compétition                             | Nombre |
| ---------------- | ------------------------------ | ---------- | -------- | --------------------------------------- | ------ |
| 21 novembre 2007 | Stade Hanrapetakan, Erevan     | Arménie    | 1-0      | Éliminatoires de l'Euro 2008            | 1      |
| 20 août 2008     | Almaty Central Stadium, Almaty | Andorre    | 3-0      | Éliminatoires de la coupe du monde 2010 | 2      |
| 20 août 2008     | Almaty Central Stadium, Almaty | Andorre    | 3-0      | Éliminatoires de la coupe du monde 2010 | 3      |
| 6 septembre 2008 | Almaty Central Stadium, Almaty | Ukraine    | 1-3      | Éliminatoires de la coupe du monde 2010 | 4      |

## Statistiques en club
Dernière mise à jour : 1er juin 2008
| Saison  | Équipe        | Pays       | Ligue                                    | Division | Matches | Buts |
| ------- | ------------- | ---------- | ---------------------------------------- | -------- | ------- | ---- |
| 2003    | Almaty        | Kazakhstan | Championnat du Kazakhstan de football D2 | 2        | 16      | 9    |
| 2004    | Almaty        | Kazakhstan | Championnat du Kazakhstan de football    | 1        | 32      | 4    |
| 2005    | Almaty        | Kazakhstan | Championnat du Kazakhstan de football    | 1        | 26      | 7    |
| 2006    | Almaty        | Kazakhstan | Championnat du Kazakhstan de football    | 1        | 24      | 1    |
| 2007    | Tobol         | Kazakhstan | Championnat du Kazakhstan de football    | 1        | 26      | 10   |
| 2007-08 | Royal Antwerp | Belgique   | Championnat de Belgique de football D2   | 2        | 0       | 0    |
| 2008    | Almaty        | Kazakhstan | Championnat du Kazakhstan de football    | 1        |         |      |
| 2009    | Aktobe        | Kazakhstan | Championnat du Kazakhstan de football    | 1        |         |      |

## Palmarès
- Coupe du Kazakhstan : 2006, 2007
- Coupe Intertoto : 2007
- Championnat du Kazakhstan, finaliste : 2007